# Steffi Martin
Steffi Martin (Schlema, 1962. szeptember 17. – 2017. június 21.) kétszeres olimpiai bajnok német szánkós.

## Pályafutása
Az 1984-es szarajevói és az 1988-as calgary-i olimpián aranyérmet nyert női egyes szánkóban. 1983-ban és 1985-ben világbajnok, 1982-ben és 1986-ban Európa-bajnoki ezüstérmes lett.

## Sikerei, díjai
- Olimpiai játékok – női egyes
  - aranyérmes (2): 1984, Szarajevó, 1988, Calgary
- Világbajnokság – női egyes
  - aranyérmes (2): 1983, 1985
- Európa-bajnokság – női egyes
  - ezüstérmes (2): 1982, 1986